# Jason Aronson
Jason Aronson (* im 19. oder 20. Jahrhundert) ist ein US-amerikanischer Verleger.

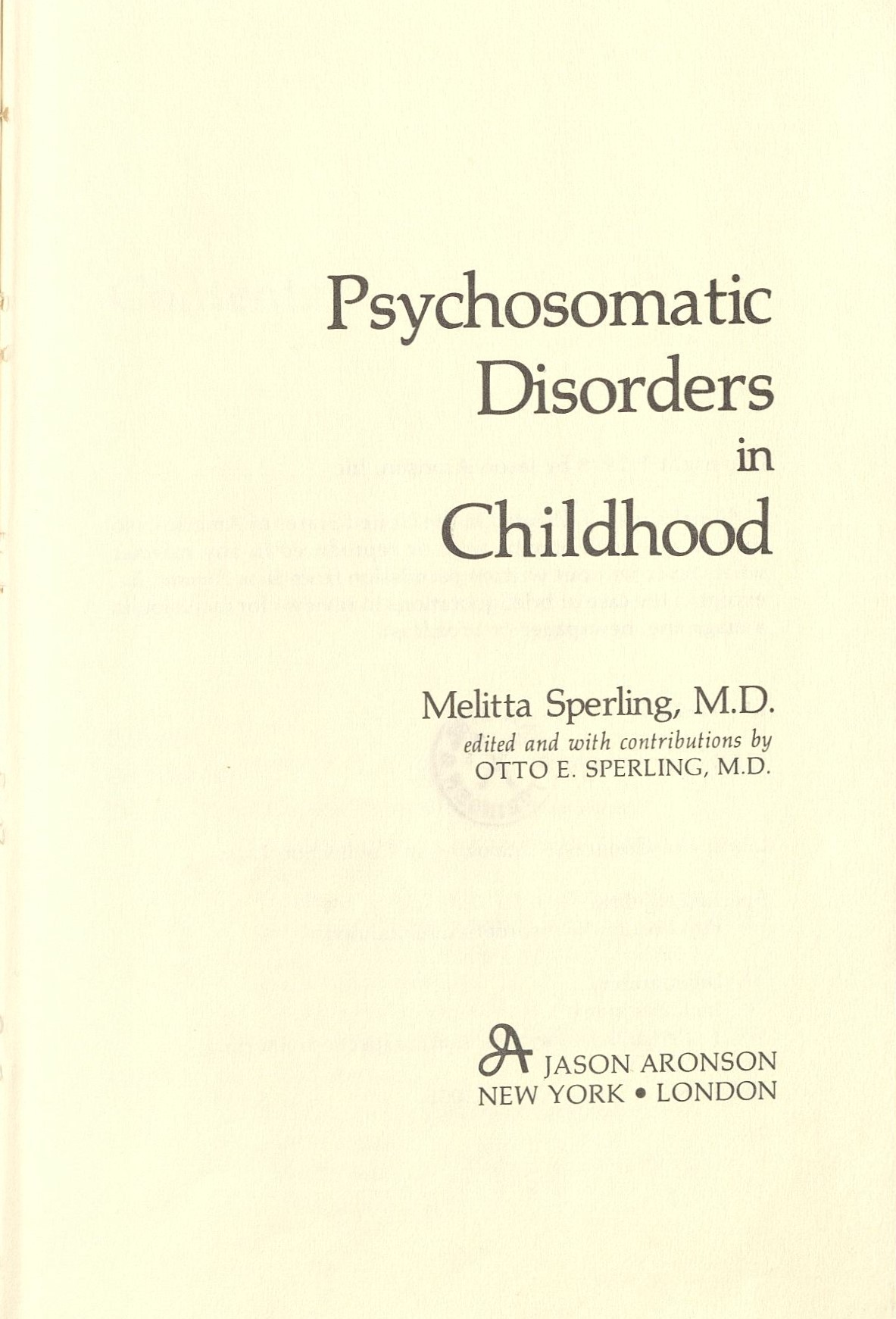
Melitta Sperling: Psychosomatic Disorders in Childhood (1977) bei Jason Aronson

Aronson gründete den gleichnamigen Psychotherapie-Verlag. 2003 ging die Firma, die seinen Namen trägt, in die Firma Rowman & Littlefield über. Vor 2005 veröffentlichte der Verlag auch Bücher im Bereich der Jüdischen Studien.